# Vallási vezetők listái ország szerint
E lista a vallási vezetők (pápák, pátriárkák, püspökök, főpapok stb.) életrajzi listáit tartalmazza az országok, államok nevének betűrendjében.
| Ábécé szerinti tartalomjegyzék                                                                           |
| --- |
| A, Á B C Cs D Dz Dzs E, É F G Gy H I, Í J K L Ly M N Ny O, Ó Ö, Ő P Q R S Sz T Ty U, Ú Ü, Ű V W X Y Z Zs |

## B
- Belgium: 
  - Mecheleni érsekek listája
  - Liège püspökeinek listája
- Bosznia: Boszniai püspökök listája
- Bulgária: Bolgár pátriárkák listája

## E, É
- Egyiptom:
  - Alexandriai görög pátriárkák listája
  - Kopt pápák listája
- Etiópia: Etióp pátriárkák listája

## G
- Görögország: Konstantinápolyi pátriárkák listája (jelenleg Törökország területén, de a görög kereszténység központja)
- Grúzia: Grúz katolikoszok listája

## H
- Horvátország:

1. Diakovári püspökök listája
2. Szerémi püspökök listája
3. Zágrábi püspökök és érsekek listája

## I, Í
- Izrael:
  - Jeruzsálemi görög pátriárkák listája
  - Zsidó főpapok listája
  - Gaonok listája (zsidó vallási vezetők, de Babilónia területén)

## K
- Kalifák listája (központjai változtak az idők folyamán)
- Koszovó: Pristinai püspökök listája

## L
- Lengyelország: Poznańi érsekek listája

## M
- Magyarország:
  - Római katolikus püspökök, érsekek:

1. Besztercebányai püspökök listája
2. Szatmári római katolikus püspökök listája
3. Csanádi püspökök listája
4. Egri püspökök listája
5. Erdélyi katolikus püspökök listája
6. Esztergomi érsekek listája
7. Győri püspökök listája
8. Kalocsai érsekek listája
9. Kassai római katolikus püspökök listája
10. Nagyváradi római katolikus püspökök listája
11. Nyitrai püspökök listája
12. Pécsi püspökök listája
13. Rozsnyói püspökök listája
14. Székesfehérvári püspökök listája
15. Szepesi püspökök listája
16. Szombathelyi püspökök listája
17. Váci püspökök listája
18. Veszprémi püspökök listája

- - Görögkatolikus püspökök:

1. Magyar görögkatolikus püspökök listája
2. Hajdúdorogi görögkatolikus püspökök listája
3. Eperjesi görögkatolikus püspökök listája
4. Kolozsvár-szamosújvári görögkatolikus püspökök listája

- - Evangélikus püspökök:

1. történelmiek
  1. Bajmóci evangélikus egyházkerület (1610–1685)
  2. Bányai evangélikus egyházkerület (1610–1952)
  3. Biccsei evangélikus egyházkerület (1610–1729)
  4. Szabad királyi városi evangélikus egyházkerület (1614–1735)
  5. Dunáninneni evangélikus egyházkerület (1735–1952)
  6. Tiszai evangélikus egyházkerület (1735–1948)
2. jelenkoriak
  1. A déli evangélikus egyházkerület püspökeinek listája
  2. Az északi evangélikus egyházkerület püspökeinek listája
  3. A nyugati (dunántúli) evangélikus egyházkerület püspökeinek listája
  4. Erdélyi szász evangélikus püspökök listája

- - Református püspökök:

1. A tiszáninneni református egyházkerület püspökeinek listája
2. A tiszántúli református egyházkerület püspökeinek listája
3. A dunántúli református egyházkerület püspökeinek listája
4. A dunamelléki református egyházkerület püspökeinek listája
5. Erdélyi református püspökök listája
6. A királyhágómelléki református egyházkerület püspökeinek listája

- - Unitárius püspökök:

1. Erdélyi unitárius püspökök listája

- Mongólia: A Dzsepcundamba Kutuktuk listája
- Montenegro: Montenegrói hercegérsekek listája

## N
- Nagy-Britannia:
  - Yorki érsekek listája
- Németország:
  - Gandersheimi apátnők listája
  - Kölni püspökök és érsekek listája
  - Liège püspökeinek listája
  - Mainzi püspökök és érsekek listája
  - Magdeburgi érsekek listája
  - Quedlinburgi apátnők listája
  - Salzburgi püspökök és érsekek listája
  - Trieri püspökök és érsekek listája

## O, Ó
- Olaszország:
  - Ravenna püspökeinek listája
- Oroszország: Orosz pátriárkák listája

## Ö, Ő
- Örményország: Örmény katolikoszok listája

## P
- Portugália:
  - Lisszaboni püspökök, érsekek és pátriárkák listája

## R
- Románia:

1. Román pátriárkák listája
2. Nagyváradi görögkatolikus püspökök listája
3. Fogaras-gyulafehérvári görögkatolikus püspökök listája
4. Lugosi görögkatolikus püspökök listája
5. Kolozsvár-szamosújvári görögkatolikus püspökök listája

## S
- Síita imámok listája
- Spanyolország:
  - Sevillai püspökök és érsekek listája

## Sz
- Szerbia: Szerb pátriárkák listája
- Szíria:
  - Antiochiai görög pátriárkák listája
  - Antiochiai szír pátriárkák listája
  - Nesztoriánus pátriárkák listája
- Szlovákia: Eperjesi görögkatolikus püspökök listája
- Szudán: Pakhórasz püspökeinek listája

## T
- Tibet: Dalai lámák listája, A pancsen lámák listája, Szakja lámák

## U, Ú
- Ukrajna: Munkácsi görögkatolikus püspökök listája

## V
- Vatikán:
  - Római pápák listája
  - Ellenpápák listája